# ينس بيتر هانسن
ينس بيتر هانسن (بالدنماركية: Jens Peder Hansen)‏ (و. 1927 – 1996 م) هو لاعب كرة قدم، من الدنمارك، ولد في إيسبيرغ، شارك في الألعاب الأولمبية الصيفية 1952، مركز لعبه هو مهاجم، توفي في إيسبيرغ، عن عمر يناهز 69 عاماً.

## روابط خارجية
- ينس بيتر هانسن على موقع قاعدة بيانات كرة القدم.إي يو (الإنجليزية)
- ينس بيتر هانسن على موقع ناشيونال فوتبول تيمز (الإنجليزية)
- ينس بيتر هانسن على موقع عالم كرة القدم.نت (الإنجليزية)
- ينس بيتر هانسن على موقع أوليمبيديا (الإنجليزية)